# Rutger Bregman
Rutger Christiaan Bregman (Renesse, 26 april 1988) is een Nederlands geschiedkundige, schrijver en opiniemaker. Hij maakte naam met een pleidooi voor een universeel basisinkomen. Zijn bekendste werk is De meeste mensen deugen.

## Biografie en loopbaan
Bregman werd geboren in Renesse en heeft twee oudere zussen. Hij groeide op in Zoetermeer. Zijn vader was predikant, zijn moeder lerares. Bregman studeerde onder meer Geschiedenis aan de Universiteit Utrecht waar hij zijn bachelor behaalde in 2009 en master in 2012. In zijn studententijd was hij lid van de christelijke studentenvereniging S.S.R.-N.U.
Hij schreef enkele boeken en is een van de vaste schrijvers van het journalistieke online platform De Correspondent. Samen met Jesse Frederik maakt Bregman sinds 28 mei 2016 de podcast De Rudi & Freddie Show voor De Correspondent.
In 2013 ontving hij de jaarlijkse boekprijs van de denktank Liberales voor het meest opmerkelijke Nederlandstalige non-fictieboek, De geschiedenis van de vooruitgang. In 2015 schreef hij samen met Jesse Frederik het essay voor de Maand van de Filosofie, Waarom vuilnismannen meer verdienen dan bankiers.
In de uitzending van Tegenlicht eind 2018 noemde hij David Graeber de belangrijkste denker van dat moment.
In 2023 was hij te gast in het Nederlandse televisieprogramma Van Rossem Vertelt van zijn collega historicus Maarten van Rossem waar zij filosofeerden over de komende 80 jaar.

### Basisinkomen / burgerdividend
Bregman is voorstander van invoering van het basisinkomen. Sinds 2018 spreekt hij liever over 'burgerdividend' dan 'basisinkomen', om duidelijk te maken dat het geen gift van de overheid is, maar opbrengsten uit Commons, hulpbronnen die toegankelijk zijn voor alle leden van een groep of samenleving.  Hij bespreekt in zijn boek De meeste mensen deugen: Een nieuwe geschiedenis van de mens de ideeën van Elinor Ostrom, die bewees dat kleine groepen mensen die samen gebruik maken van natuurlijke hulpbronnen samen zorgen dat de bronnen niet uitgeput raken door overmatig gebruik.

### Davos - WEF 2019
In januari 2019 wordt Bregman uitgenodigd deel te nemen aan het World Economic Forum (WEF) in Davos, een jaarlijkse meerdaagse conferentie van de rijkste en machtigste mensen op de planeet. Zijn boek Gratis geld voor iedereen, waarin hij pleit voor het basisinkomen, inmiddels vertaald in meer dan dertig talen, heeft ook daar aandacht getrokken. De eerste vergadersessie typeert hij als verbijsterend: "Het leek op een bijeenkomst van brandweerlieden, waarbij niemand over water mocht spreken." In de kern is zijn boodschap aan de CEO's van de rijke multinationals en aan de vermogende artiesten en renteniers:
Stop talking about philanthropy, start talking about taxes. Taxes, taxes.
De ontvangst van dit ongebruikelijke kritische geluid in de Zwitserse conferentiezaal was gemengd. Anderhalf etmaal later ging de video met Bregmans uitspraken viraal en werd hij door talrijke media, waaronder CBS en CNN, benaderd voor een interview.

#### Interview met Fox News TV
Enkele weken na zijn optreden in Davos werd Bregman voor een interview uitgenodigd door Fox News-presentator Tucker Carlson. Tijdens het gesprek confronteerde hij zijn gastheer ermee dat deze als miljonair, werkend voor een organisatie van miljardairs, tot de doelgroep behoort die hij bekritiseert. Zijn pleidooi voor belastingbetaling in plaats van -ontwijking gold dus ook voor hem. Carlson bleek een heel ander verloop van het interview verwacht te hebben en maakte er met enkele krachttermen een eind aan en besloot het niet uit te zenden. Bregman had echter met zijn smartphone een opname gemaakt. Na zorgvuldige afweging besloot hij die opname te publiceren, omdat het zijn missie voor economische gelijkheid kan dienen.

## Kritiek
Het werk van Bregman en met name zijn boek De meeste mensen deugen heeft naast lovende woorden ook stevige kritiek ontvangen. Zo wijzen verschillende critici op het gebrekkig wetenschappelijk gehalte van het boek. De arts Dolf Algra wijst in Medisch Contact onder andere op een slordige bronvermelding (het boek bevat geen index) en op de onvolledigheid van het bronnenonderzoek. Simon Burgers, docent onderzoeksvaardigheden en kritisch denken aan De Haagse Hogeschool, wijst erop dat de argumentatie in het boek zich kenmerkt door cirkelredeneringen en cherrypicking.
De socioloog Kees van Oosten meent dat de door Bregman in zijn boek aanbevolen tien leefregels juist kwaadaardige machthebbers in de wereld in de kaart spelen: “Dat is waarom ik vind dat zijn boek niet deugt en gewoon opium is voor het volk.” Steven Poole wijst er in The Guardian op dat Bregman geen verklaring geeft voor de Holocaust, met name wat betreft de acties van de nazi-leiders zelf. David Livingstone Smith concludeert in The Philosopher dat, hoewel Bregmans project goed bedoeld is, het slecht is uitgevoerd: "Zonder [...] zijn vervaging van het verschil tussen normatieve en beschrijvende beweringen, zijn enorme generaliserende sprongen en ongefundeerde beweringen zou Bregmans project misschien een nuttige bijdrage hebben geleverd aan de morele psychologie. Maar zoals het er nu uitziet, slaagt het boek daarin helaas niet."

## Optredens
Naast het schrijven van artikelen en boeken geeft Bregman ook lezingen in theaters. Zijn lezing van 13 juni 2017 voor TED, 'Poverty isn't a lack of character; it's a lack of cash', is op YouTube in 2024 meer dan 1,7 miljoen keer bekeken.

## Bibliografie

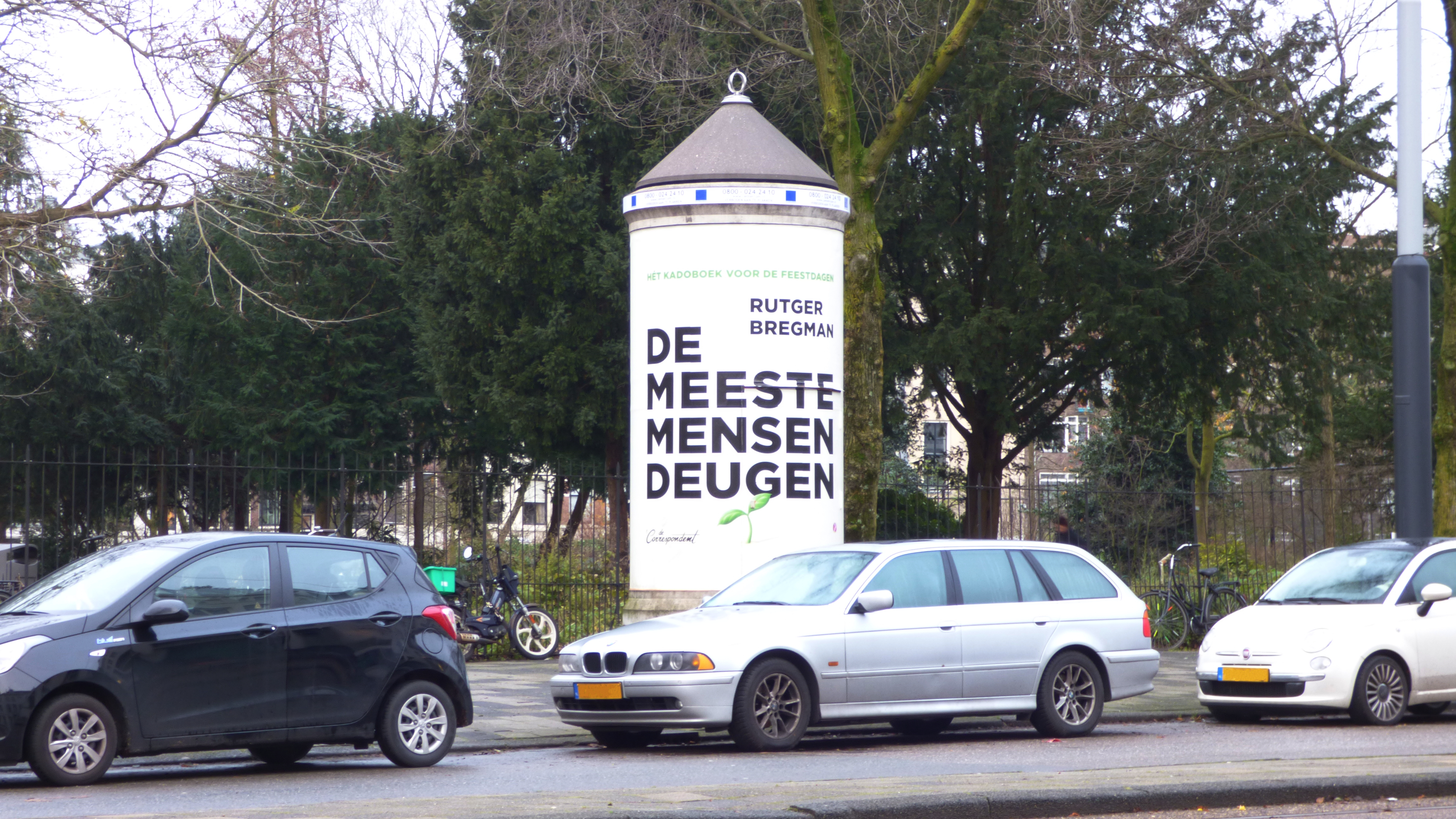
Transformatorzuil met De meeste mensen deugen

## Bestseller 60
| Boeken met noteringen in de Nederlandse Bestseller 60 | Jaar van verschijnen | Datum van binnenkomst | Hoogste positie | Aantal weken | Opmerkingen                        |
| ----------------------------------------------------- | -------------------- | --------------------- | --------------- | ------------ | ---------------------------------- |
| Gratis geld voor iedereen                             | 2014                 | 23-11-2016            | 19              | 6            |                                    |
| Waarom vuilnismannen meer verdienen dan bankiers      | 2015                 | 01-04-2015            | 3               | 8            | in samenwerking met Jesse Frederik |
| De meeste mensen deugen                               | 2019                 | 11-09-2019            | 1(9wk)          | 155          |                                    |
| Wat maakt een verzetsheld?                            | 2021                 | 28-04-2021            | 11              | 4            |                                    |
| Morele ambitie                                        | 2024                 | 20-03-2024            | 1(3wk)          | 28           |                                    |